# Чуди, Теодор Генри де
Теодор Генри де Чуди (фр. Théodore Henri de Tschudi; август 1720 или 21 августа 1727, Мец — 28 мая 1769, Париж) — французский юрист и памфлетист, публицист и журналист XVIII века.

## Биография
Родился в начале 1730-х годов в городе Меце в семье Клода Анри де Чуди и Луизы Кристины Руо д’Асси.
Около 1751 года Чуди отправился в Италию, где его застала папская булла 1751 года, направленная против масонства. Будучи сам масоном, Чуди написал апологию масонства против упомянутой буллы, и издал эту апологию под заглавием «Etrennes au Pape, ou les francsmaçons vengés, réponse à la bulle du pape Benoit XIV, lancée l’an 1751. La Haye, 1752». Хотя он издался под псевдонимом «Le chevalier de Lussy» (букв. «Рыцарь Люсси» или «Шевалье Люсси»), авторство стало известно Папе, и он вынужден был покинуть Италию. Против той же папской буллы Чуди написал и второе своё сочинение, изданное под тем же псевдонимом в La Haye в 1752 году. Оно озаглавлено: «Le Vatican vengé, apologie ironique pour servir de pendant à „l’Etrennes au Pape“, ou Lettre d’un père à son fils, à l’occasion de la bulle de Benoit XIV, aves des notes et commentaires». Затем в том же году в Лондоне вышло третье сочинение Чуди, под тем же псевдонимом: «La folle sensée, ou histoire de mademoiselle F… dédiée à madame la marquise deV…».
Около 1753 года имя Чуди появляется в числе актёров российской императрицы Елизаветы Петровны. Способности Чуди и легкость, с которою он говорил на нескольких языках, обратили на него внимание Ивана Ивановича Шувалова, который сделал его своим частным секретарем, под именем графа Пютланжа (Puttelange), и дал ему место секретаря Императорского Московского университета.
В 1754 году Чуди издал в Амстердаме своё четвёртое сочинение, под тем же псевдонимом: «Le philosophe au Parnasse français, ou le moraliste enjoué. Lettres du chevalier de L. et de M-r de M., dédiées à S. Excellence le Comte Ivan Ivanitche Chevaloff (sic!) chambellan actuel de S. M. Impériale de toutes les Russies». Эта книга состоит из посвящения в предисловии и 13 писем о различных материях: о добродетели, о самолюбии, о браке, о комедии и пр. Сочинение это представляет собою от первой до последней страницы легкие беседы о всевозможных предметах, щедро пересыпанные цитатами из древних классиков и современных автору писателей.
В 1755 году под тем же псевдонимом Чуди издавал первый в России журнал на французском языке под заглавием «Le caméléon littéraire», который выходил еженедельно. Всего вышло 49 номеров (первый — 5-го января, последний — 14-го декабря). Журнал был наполнен небольшими стихотворениями, неизбежными в то время стихотворными загадками и логогрифами и легкими статьями в прозе. Большая часть статей не подписаны. Кроме этого журнала, из печатных трудов Чуди в России известен перевод на французский язык похвального слова Петру Великому М. В. Ломоносова, появившийся в печати в июле 1759 года. Перевод этот, по словам самого Ломоносова, сделан «очень дурно» и вопреки протесту автора. Этот перевод издан под полной фамилией барона Чуди.
В конце 1755 года Чуди уехал во Францию, где был, неизвестно по какой причине, арестован и посажен в Бастилию. Слух об этом дошёл до И. И. Шувалова, и, благодаря влиянию последнего, русскому поверенному в делах в Париже Ф. Д. Бехтееву было поручено помочь Чуди. Вследствие этого заступничества Чуди в июле 1756 года получил свободу и затем возвратился в столицу Российской империи город Санкт-Петербург.

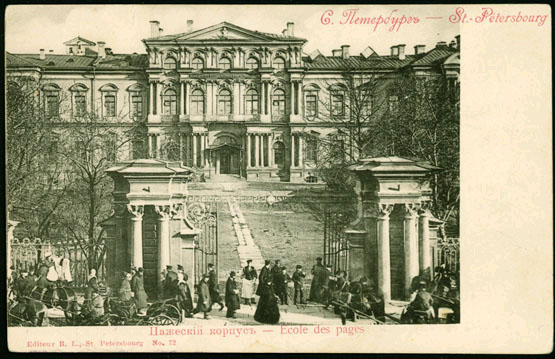
Воронцовский дворец, где располагался Пажеский корпус

30 сентября 1759 года, высочайшим указом придворной конторе, Чуди с чином полковника артиллерии назначен был, на место Вильгельма Франца де Фолиньи, гофмейстером пажей. Назначение это состоялось по выбору тогдашнего гофмаршала барона К. Е. Сиверса, который, пораженный крайней распущенностью пажей и вообще неудовлетворительным положением дел, задумал устроить это учреждение на тех же началах, что и при Версальском дворе, и искал для выполнения этого плана человека, знакомого с французскими порядками. Тотчас по вступлении в свою новую должность Чуди деятельно принялся за порученное ему дело и в начале следующего месяца представил гофмаршалу проект из 12 пунктов, в котором изложил свой взгляд на воспитание и обучение пажей. Документ этот интересен, как памятник гуманной педагогики, в духе Франке и Базедова, шедшей вразрез с практиковавшимися тогда в России воспитательными мерами. Но ещё важнее историческая роль этого документа: он был положен в основание Высочайшей инструкции 25 октября 1759 года — акта, учредившего «Пажеский двора Ее Императорского Величества корпус». Гофмейстером пажей Чуди пробыл недолго, уже в начале 1760 года он навсегда покинул Россию.
Вернувшись в родной город, Чуди почти полностью посвятил себя масонству. В 1766 году появился его труд «L'étoile flamboyante, ou la société des francs-maçons, considérée sous tous les rapport».
Под конец жизни Теодор Генри де Чуди переехал в Париж, где и умер 28 мая 1769 года.
После его смерти в 1780 году появилось в печати ещё одно масонское сочинение Чуди: «L’Ecossais de Saint-André d’Ecosse, contenant le développement total de l’art royal de la franche-maçonnerie», которое было издано против воли автора, завещавшего рукопись совету «des chevaliers de l’Orient», но с условием не публиковать её. Кроме того, некоторые приписывают Чуди составление романов, среди которых называют «Thérèse philosophe», который Н. Мичатек на страницах «РБСП» охарактеризовал как «очень неприличное произведение».